# Ductus thyreoglossus

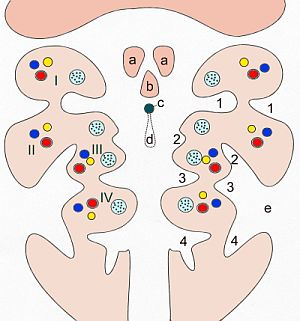
Horizontalschnitt durch die Kiemenbogen, c=Foramen caecum, d=Ductus thyreoglossus

Der Ductus thyreoglossus (lat. für ‚Schild(drüsen)-Zungen-Gang‘) ist eine Bildung, die bei der Organogenese der Schilddrüse beim Fötus auftritt. Zwischen Tuberculum impar und Copula der Kiemenbogen wächst vom Schlunddarm ein Epithelspross in das darunterliegende Mesenchym, der Ductus thyreoglossus. Dieser trägt an seinem freien Ende eine zweizipflige Aussackung, welche die Schilddrüsenanlage darstellt. Diese verlagert sich an Zungenbein und Kehlkopf am Hals abwärts, was auch als Schilddrüsenabstieg (Descensus glandulae thyreoideae) bezeichnet wird. In der achten Schwangerschaftswoche hat die Schilddrüse beim menschlichen Fetus ihre endgültige Position vor der Luftröhre erreicht und der Ductus thyreoglossus bildet sich zurück. Die ehemalige Öffnung des Ductus thyreoglossus am Zungengrund bleibt beim Menschen als kleine Vertiefung, Foramen caecum genannt, erhalten.

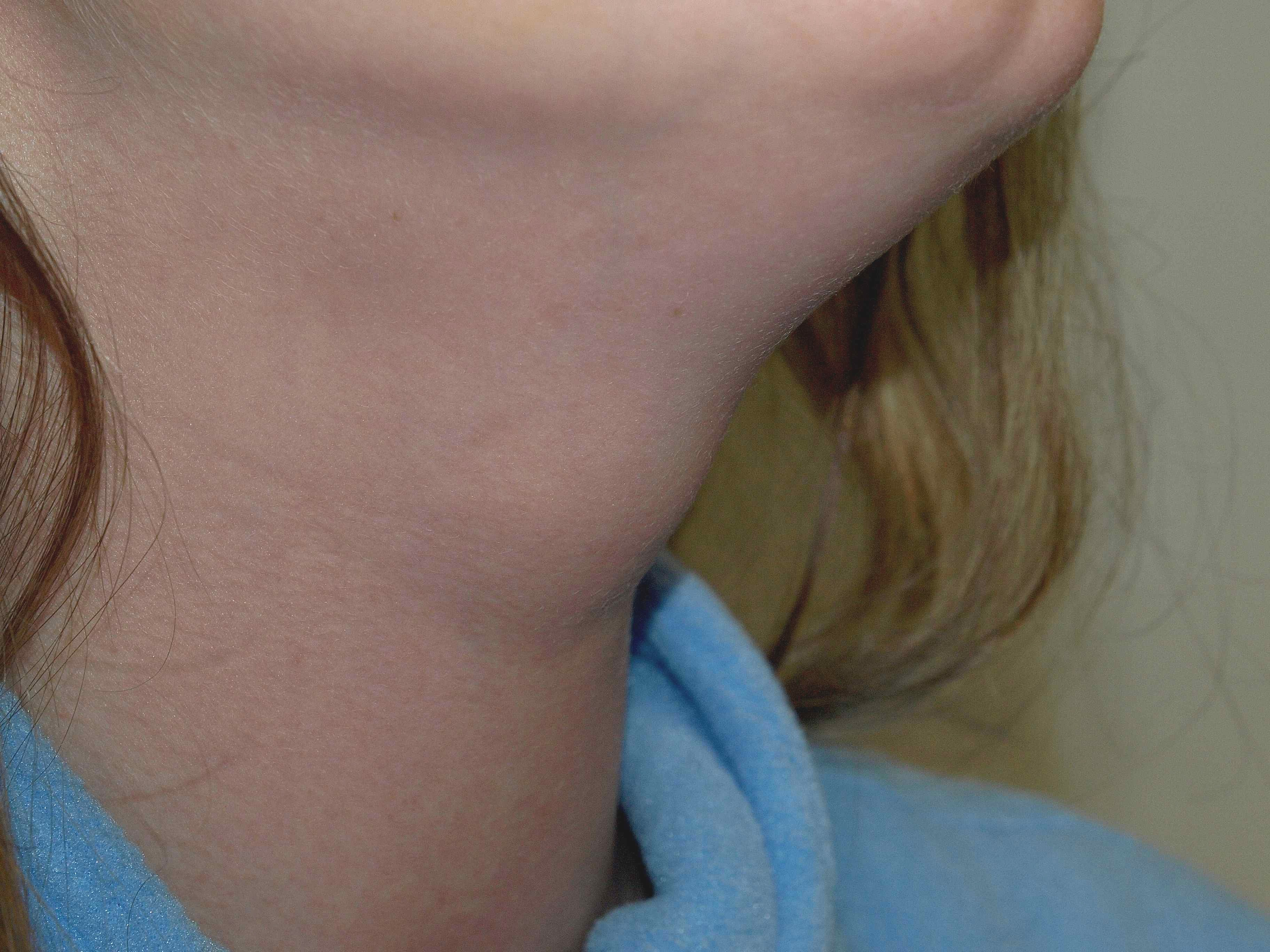
Ductus-thyreoglossus-Zyste

Bei einigen Individuen bildet sich der Ductus thyreoglossus nicht vollständig zurück. Es entsteht eine Ductus-thyreoglossus-Zyste (Syn. mediane Hals- oder Zungengrundzyste). Diese kann nach außen durchbrechen und zu einer medianen Halsfistel führen. Verzweigungen der Reste des Ductus thyreoglossus werden als Bochdalek-Schläuche, davon ausgehende Zysten als Bochdalek-Zysten bezeichnet. Zudem kann aus Überbleibseln des Ductus thyreoglossus ektopes Schilddrüsengewebe (akzessorische Schilddrüsen) entstehen. Diese Reste der Schilddrüsenanlage können Ausgangspunkt von Veränderungen des Schilddrüsengewebes (Struma, Schilddrüsenkrebs) sein.